# Baltský po vyrovnání

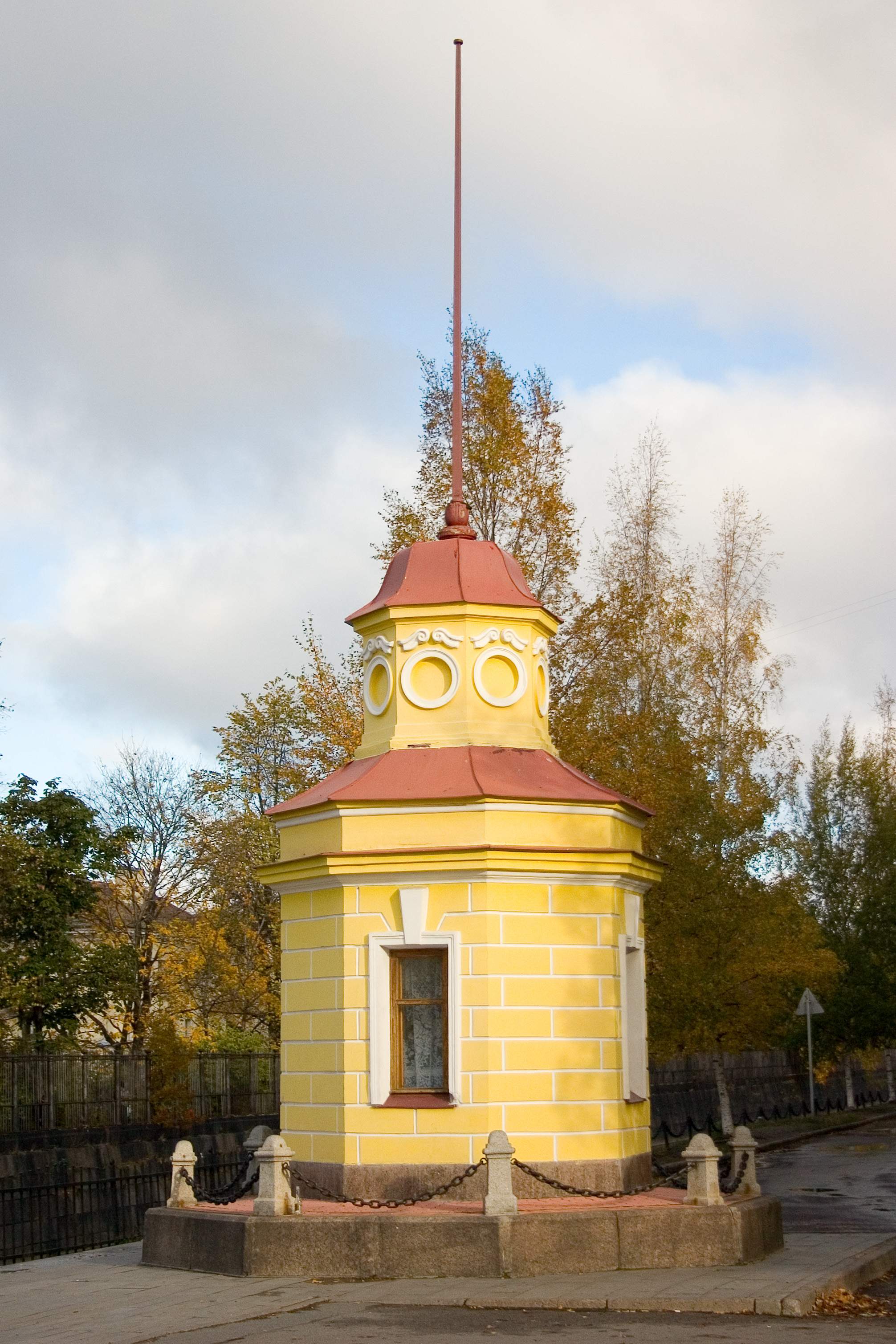
Mořský vodočet v Kronštadtu – výchozí bod systému Bpv

Jako balt(ský) po vyrovnání (zkratkou Bpv) se označuje výškový systém používaný v Česku a dalších zemích. Jeho výchozím bodem (bodem s nulovou nadmořskou výškou) je nula stupnice vodočtu umístěného na břehu Baltského moře v Kronštadtu (nedaleko Petrohradu). Systém je dále definován souborem normálních výšek z mezinárodního vyrovnání nivelačních sítí. Výškové bodové pole tvoří Česká státní nivelační síť (následník bývalé Československé státní nivelační sítě – ČSJNS) a používá se normální výška (Moloděnského). Výchozí nivelační bod české sítě – Lišov – má v tomto systému nadmořskou výšku 564,760 m.

## Historie

Výškové systémy v Evropě

Od prvního přesného nivelačního měření, které v Česku jako části tehdejšího Rakouska-Uherska probíhalo v letech 1872–96, se jako základ výškové sítě používala střední hladina Jaderského moře v Terstu. Následně vzniklý tzv. jadranský výškový systém (též „jaderský výškový systém“) se používal i v Československu až do druhé světové války. Nedlouho po ní se Československo připojilo k východnímu bloku; kvůli sjednocení geodetických systémů ve všech státech tohoto bloku následně Československo přešlo na nový výškový systém, ve kterém se jako referenční používalo Baltské moře. Od roku 1952 se tak v Československu začalo přecházet na baltský systém, jeho finální podoba, systém „baltský po vyrovnání“, začala fungovat v roce 1957, před tím však bylo nutné provést složité přepočty nadmořských výšek (vyrovnání) – např. nadmořská výška bodu Lišov v systému Bpv je o 388,6 mm nižší než v systému jadranském (u dalších bodů v Česku činí rozdíl 350–420 mm).
Bpv je dnes jediným závazným geodetickým výškovým systémem v Česku, výjimečné používání jadranského systému bylo v některých lokalitách dovoleno do roku 2000.